# Suraj, Șumsk
Suraj (în ucraineană Сураж) este localitatea de reședință a comunei Suraj din raionul Șumsk, regiunea Ternopil, Ucraina.

## Demografie
Componența lingvistică a localității Suraj
     Ucraineană (100%)
Conform recensământului din 2001, toată populația localității Suraj era vorbitoare de ucraineană (100%).